# 塞克尔
塞克尔（法語：Sercœur，法語發音：[sɛʁkœʁ] ⓘ）是法国大東部大區孚日省的一个市镇，位于该省中部，省会埃皮纳勒市区东北大约13公里，属于埃皮纳勒区和埃皮纳勒城市圈公共社区。

## 地理
塞克尔（48°15'17"N, 6°31'57"E）面积9.18 平方千米，位于法国大東部大區孚日省，该省份为法国东北部内陆省份，北起默兹省和默尔特-摩泽尔省，西接上马恩省，南至上索恩省和贝尔福地区省，东临上莱茵省和下莱茵省。
与塞克尔接壤的市镇（或旧市镇、城区）包括：艾杜瓦勒、迪尼翁维尔、栋皮埃尔、隆尚、帕杜、沃代维尔、维隆库尔。

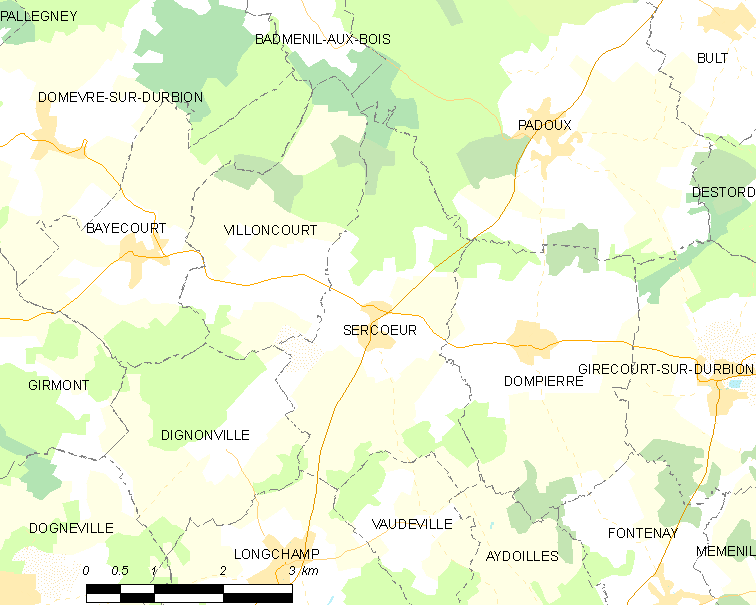
塞克尔的OSM定位图

塞克尔的时区为UTC+01:00、UTC+02:00（夏令时）。

## 行政
塞克尔的邮政编码为88600，INSEE市镇编码为88454。

## 政治
塞克尔所属的省级选区为布吕耶尔县。

## 人口

1962-2008年间塞克尔人口变化图示

塞克尔于2022年1月1日时的人口数量为224人。